# Rouziers-de-Touraine
Pour les articles homonymes, voir Rouziers (homonymie).
Rouziers-de-Touraine est une commune française située dans le département d'Indre-et-Loire, en région Centre-Val de Loire.
Ses habitants sont appelés les Rouziérois et Rouziéroises.

## Géographie

### Situation
Situé à 15 km au nord de la ville de Tours, Rouziers-de-Touraine propose un cadre de vie agréable entre forêts et champs.
| Neuillé-Pont-Pierre     |                      | Beaumont-la-Ronce |
| Semblançay              | Rouziers-de-Touraine | Nouzilly          |
| Saint-Antoine-du-Rocher |                      | Cerelles          |

### Hydrographie

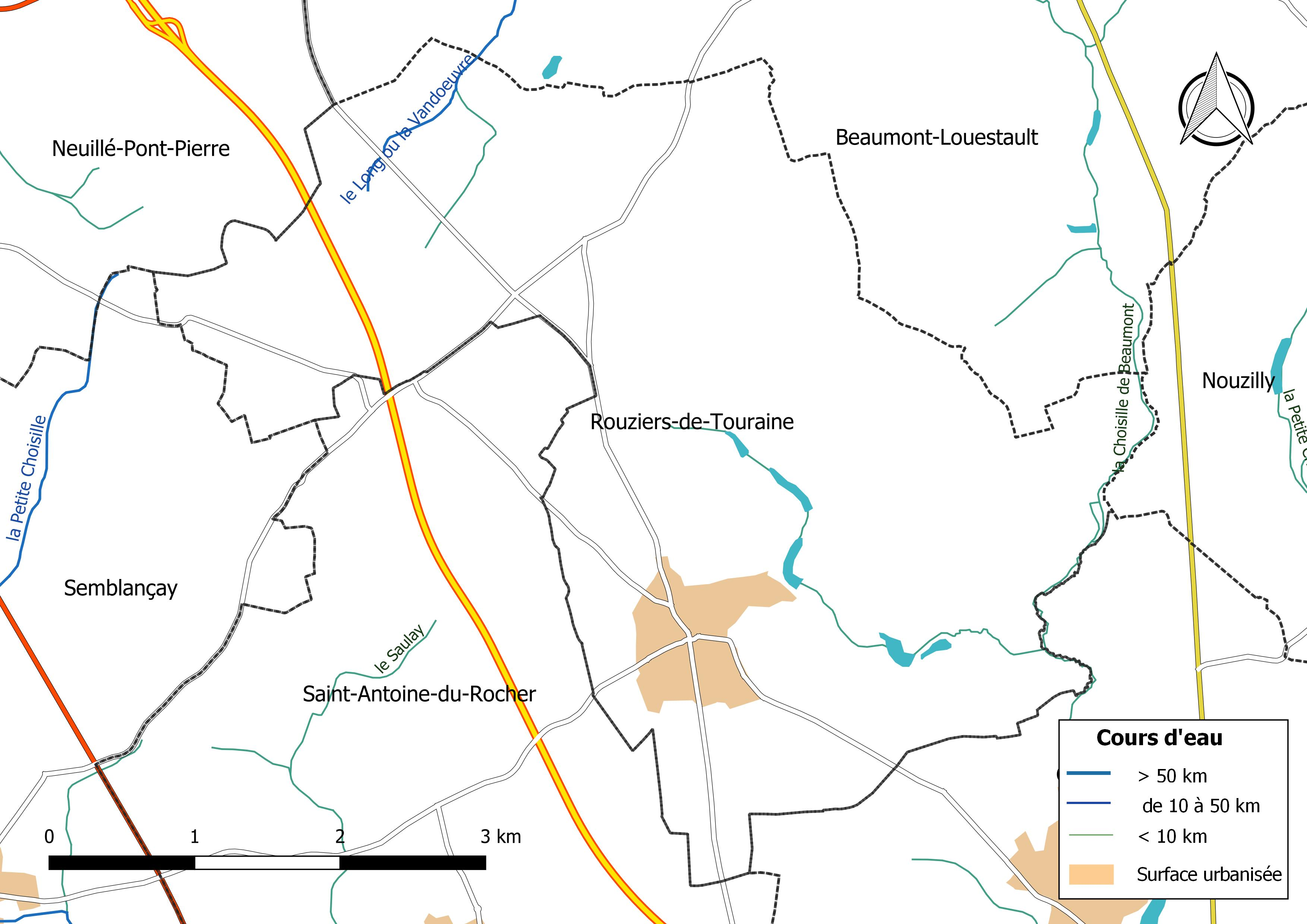
Réseau hydrographique de Rouziers-de-Touraine.

Le réseau hydrographique communal, d'une longueur totale de 8,93 km, comprend un cours d'eau notable, le Long (1,274 km), et six petits cours d'eau dont la Choisille de Beaumont (1,993 km),.
Le Long, d'une longueur totale de 22,1 km, prend sa source dans la commune et se jette dans l'Escotais à Dissay-sous-Courcillon (Sarthe) après avoir traversé 6 communes. 
Ce cours d'eau est classé dans la liste 2 au titre de l'article L. 214-17 du code de l'environnement sur le Bassin Loire-Bretagne. Du fait de ce classement, tout ouvrage doit être géré, entretenu et équipé selon des règles définies par l'autorité administrative, en concertation avec le propriétaire ou, à défaut, l'exploitant. 
Sur le plan piscicole, le Long est classé en première catégorie piscicole. Le groupe biologique dominant est constitué essentiellement de salmonidés (truite, omble chevalier, ombre commun, huchon).
Deux zones humides ont été répertoriées sur la commune par la direction départementale des territoires (DDT) et le conseil départemental d'Indre-et-Loire : « la vallée du Ruisseau de Fontaine » et « la vallée de la Choisille de Beaumont de la Plotière au Moulin de la Gravelle »,.

### Climat
Pour des articles plus généraux, voir Climat du Centre-Val de Loire et Climat d'Indre-et-Loire.
En 2010, le climat de la commune est de type climat océanique altéré, selon une étude du CNRS s'appuyant sur une série de données couvrant la période 1971-2000. En 2020, Météo-France publie une typologie des climats de la France métropolitaine dans laquelle la commune est toujours exposée à un climat océanique altéré et est dans la région climatique  Moyenne vallée de la Loire, caractérisée par une bonne insolation (1 850 h/an) et un été peu pluvieux. 
Pour la période 1971-2000, la température annuelle moyenne est de 11,2 °C, avec une amplitude thermique annuelle de 15 °C. Le cumul annuel moyen de précipitations est de 700 mm, avec 10,9 jours de précipitations en janvier et 7 jours en juillet. Pour la période 1991-2020, la température moyenne annuelle observée sur la station météorologique de Météo-France la plus proche, « Tours - Parcay-Meslay », sur la commune de Parçay-Meslay à 11 km à vol d'oiseau, est de 12,2 °C et le cumul annuel moyen de précipitations est de 677,8 mm,. Pour l'avenir, les paramètres climatiques de la commune estimés pour 2050 selon différents scénarios d'émission de gaz à effet de serre sont consultables sur un site dédié publié par Météo-France en novembre 2022.

## Urbanisme

### Typologie
Au 1er janvier 2024, Rouziers-de-Touraine est catégorisée bourg rural, selon la nouvelle grille communale de densité à sept niveaux définie par l'Insee en 2022.
Elle est située hors unité urbaine. Par ailleurs la commune fait partie de l'aire d'attraction de Tours, dont elle est une commune de la couronne,. Cette aire, qui regroupe 162 communes, est catégorisée dans les aires de 200 000 à moins de 700 000 habitants,.

### Occupation des sols
L'occupation des sols de la commune, telle qu'elle ressort de la base de données européenne d’occupation biophysique des sols Corine Land Cover (CLC), est marquée par l'importance des territoires agricoles (81,2 % en 2018), en diminution par rapport à 1990 (82,5 %). La répartition détaillée en 2018 est la suivante : 
terres arables (76,5 %), forêts (14,6 %), zones urbanisées (4,1 %), zones agricoles hétérogènes (3,1 %), prairies (1,7 %). L'évolution de l’occupation des sols de la commune et de ses infrastructures peut être observée sur les différentes représentations cartographiques du territoire : la carte de Cassini (XVIIIe siècle), la carte d'état-major (1820-1866) et les cartes ou photos aériennes de l'IGN pour la période actuelle (1950 à aujourd'hui).

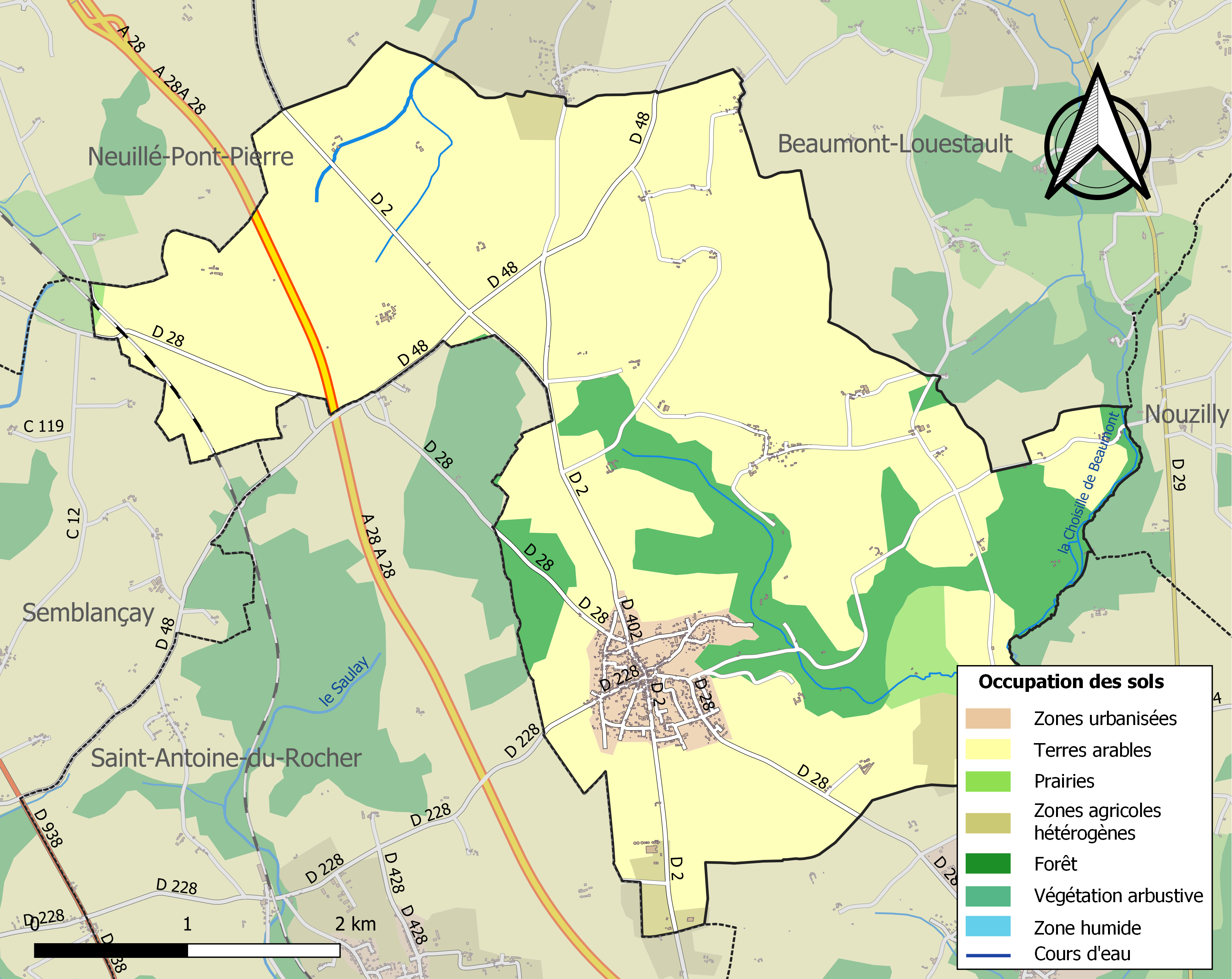
Carte des infrastructures et de l'occupation des sols de la commune en 2018 (CLC).

### Risques majeurs
Le territoire de la commune de Rouziers-de-Touraine est vulnérable à différents aléas naturels : météorologiques (tempête, orage, neige, grand froid, canicule ou sécheresse) et séisme (sismicité très faible). Un site publié par le BRGM permet d'évaluer simplement et rapidement les risques d'un bien localisé soit par son adresse soit par le numéro de sa parcelle.

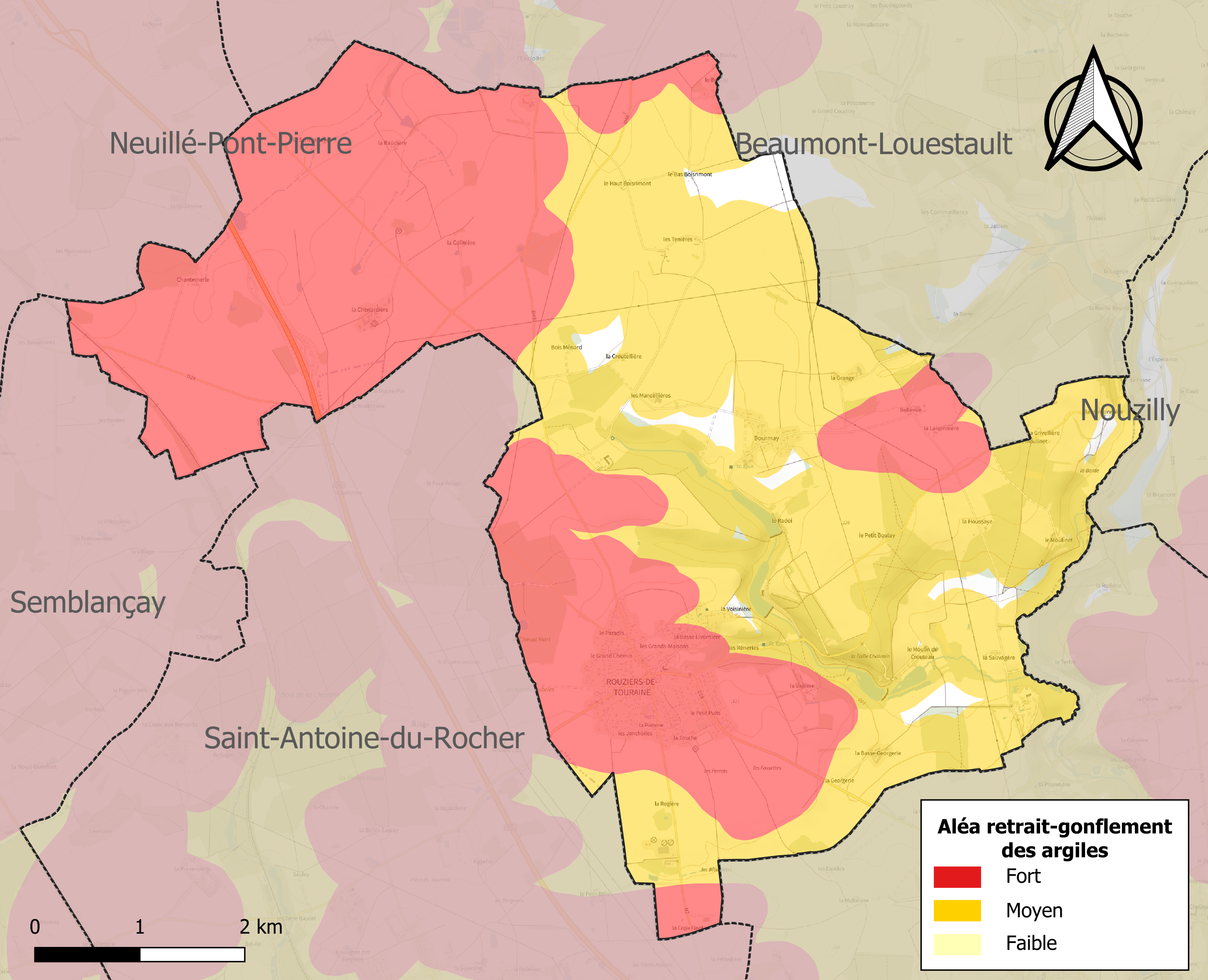
Carte des zones d'aléa retrait-gonflement des sols argileux de Rouziers-de-Touraine.

Le retrait-gonflement des sols argileux est susceptible d'engendrer des dommages importants aux bâtiments en cas d’alternance de périodes de sécheresse et de pluie. 97 % de la superficie communale est en aléa moyen ou fort (90,2 % au niveau départemental et 48,5 % au niveau national). Sur les 528 bâtiments dénombrés sur la commune en 2019, 526 sont en aléa moyen ou fort, soit 100 %, à comparer aux 91 % au niveau départemental et 54 % au niveau national. Une cartographie de l'exposition du territoire national au retrait gonflement des sols argileux est disponible sur le site du BRGM,.
Concernant les mouvements de terrains, la commune a été reconnue en état de catastrophe naturelle au titre des dommages causés par la sécheresse en 1989, 1993 et 2011 et par des mouvements de terrain en 1999.

## Histoire
Les Grandes-maisons sur la commune de Rouziers. Rouziers, jadis Rosier, eut des seigneurs de haute renommée comme les du Bois dont Antoine, seigneur de la Fontaine-Maran, qui est inhumé dans l'église. En 1628, Honorat de Bueil, marquis de Racan, le poète des « Bergeries », épouse à Rouziers Madelaine, fille de Pierre du Bois, seigneur de Fontaine-Maran.
À une époque contemporaine, le logis seigneurial fut dénommé : Les Grandes-Maisons. De la vieille demeure, il ne reste qu'une partie d'un bâtiment du XVIe siècle. Les Grandes-Maisons sont surtout de construction moderne, malgré des « tourettes » d'aspect XVe siècle. 
En 1947 le château est acheté par Florence Conrad, épouse du colonel Paul Lanusse et fondatrice du groupe d'ambulancières Rochambeau.

### Blasonnement
|  | Les armoiries de Rouziers-de-Touraine se blasonnent ainsi : Écartelé: au 1er d'azur à trois clous de la Passion d'or, au 2e d'argent au lion de sable armé et lampassé de gueules, au 3e d'azur à trois glands d'or, au 4e de sinople à cinq tours couvertes d'argent, ouvertes et ajourées de sable, ordonnées en sautoir; sur le tout, d'azur à trois roseaux, tigés et feuillés d'or, posés chacun sur une terrasse isolée de sable. |

## Politique et administration
| Période    | Période  | Identité           | Étiquette | Qualité |
| ---------- | -------- | ------------------ | --------- | ------- |
| avant 1981 | ?        | Jean Maisonnave    | PS        |         |
| mars 2001  | 2014     | Alain Enault       |           |         |
| mars 2014  | En cours | John James Deligny | DVG       | Cadre   |

## Population et société

### Démographie
L'évolution du nombre d'habitants est connue à travers les recensements de la population effectués dans la commune depuis 1793. Pour les communes de moins de 10 000 habitants, une enquête de recensement portant sur toute la population est réalisée tous les cinq ans, les populations de référence des années intermédiaires étant quant à elles estimées par interpolation ou extrapolation. Pour la commune, le premier recensement exhaustif entrant dans le cadre du nouveau dispositif a été réalisé en 2007.

En 2022, la commune comptait 1 355 habitants, en évolution de +4,88 % par rapport à 2016 (Indre-et-Loire : +1,67 %, France hors Mayotte : +2,11 %).
| 1793 | 1800 | 1806 | 1821 | 1831 | 1836 | 1841 | 1846 | 1851 |
| ---- | ---- | ---- | ---- | ---- | ---- | ---- | ---- | ---- |
| 800  | 879  | 795  | 851  | 856  | 872  | 849  | 775  | 785  |

| 1856 | 1861 | 1866 | 1872 | 1876 | 1881 | 1886 | 1891 | 1896 |
| ---- | ---- | ---- | ---- | ---- | ---- | ---- | ---- | ---- |
| 744  | 728  | 703  | 679  | 657  | 675  | 659  | 650  | 652  |

| 1901 | 1906 | 1911 | 1921 | 1926 | 1931 | 1936 | 1946 | 1954 |
| ---- | ---- | ---- | ---- | ---- | ---- | ---- | ---- | ---- |
| 640  | 624  | 643  | 539  | 555  | 566  | 529  | 530  | 536  |

| 1962 | 1968 | 1975 | 1982 | 1990 | 1999  | 2006  | 2007  | 2012  |
| ---- | ---- | ---- | ---- | ---- | ----- | ----- | ----- | ----- |
| 552  | 503  | 541  | 630  | 756  | 1 038 | 1 194 | 1 216 | 1 216 |

| 2017  | 2022  | - | - | - | - | - | - | - |
| ----- | ----- | - | - | - | - | - | - | - |
| 1 317 | 1 355 | - | - | - | - | - | - | - |

### Enseignement
Rouziers-de-Touraine se situe dans l'Académie d'Orléans-Tours (Zone B) et dans la circonscription de Saint-Cyr-sur-Loire.
L'école primaire Jean Maisonnave accueille les élèves de la commune.

## Culture locale et patrimoine

### Lieux et monuments
- Église Saint Symphorien[27]
- Musée des outils et objets d’autrefois. Plus de 3 000 outils et objets, tous symboles de l'activité rurale et artisanale y sont exposés. Des ateliers d'artisans sont reconstitués. Très belle collection de coiffes tourangelles.
- Un terrain de football pour un club avec plusieurs joueurs et des matchs de qualité tous les dimanches.
- Terrain multisport.

### Culture populaire

#### Télévision
En 1976, un film documentaire intitulé La Petite boulangerie, diffusé par France régions 3 (FR3), témoigne de la mobilisation des habitants de Rouziers-de-Touraine pour sauver la boulangerie du village, alors menacée de fermeture. Une des particularités de ce documentaire tient au fait que les habitants ont accepté de rejouer cette « bataille du pain frais », les faits s'étant déroulés 3 ans auparavant, en 1973.